# Fehéroroszország a 2016. évi nyári olimpiai játékokon
Fehéroroszország a brazíliai Rio de Janeiróban megrendezett 2016. évi nyári olimpiai játékok egyik részt vevő nemzete volt. Az országot az olimpián 20 sportágban 120 sportoló képviselte, akik összesen 9 érmet szereztek.

## Érmesek
| Érem  | Versenyző                                                           | Sportág    | Versenyszám               |
| ----- | ------------------------------------------------------------------- | ---------- | ------------------------- |
| Arany | Uladzislau Hancharou                                                | Torna      | Férfi trambulin           |
| Ezüst | Ivan Cihan                                                          | Atlétika   | Férfi kalapácsvetés       |
| Ezüst | Marija Mamasuk                                                      | Birkózás   | Női szabadfogás, 63 kg    |
| Ezüst | Vadzim Sztralcov                                                    | Súlyemelés | Férfi 94 kg               |
| Ezüst | Darja Navumava                                                      | Súlyemelés | Női 75 kg                 |
| Bronz | Dzsavid Hamzatav                                                    | Birkózás   | Férfi kötöttfogás, 85 kg  |
| Bronz | Ibrahim Szaidav                                                     | Birkózás   | Férfi szabadfogás, 125 kg |
| Bronz | Volha Hudzenka Marina Litvincsuk Nadzeja Ljapeska Marharita Mahneva | Kajak-kenu | Női kajak négyes 500 m    |
| Bronz | Aljakszandra Heraszimenya                                           | Úszás      | Női 50 m gyors            |

## Asztalitenisz
Férfi
| Versenyző            | Versenyszám | Selejtező         | 64-es főtábla     | 48-as főtábla     | 32-es főtábla                                                | Nyolcaddöntő                                               | Negyeddöntő                                                     | Elődöntő                                                         | Döntő                                                                | Helyezés |
| Versenyző            | Versenyszám | Ellenfél Eredmény | Ellenfél Eredmény | Ellenfél Eredmény | Ellenfél Eredmény                                            | Ellenfél Eredmény                                          | Ellenfél Eredmény                                               | Ellenfél Eredmény                                                | Ellenfél Eredmény                                                    | Helyezés |
| -------------------- | ----------- | ----------------- | ----------------- | ----------------- | ------------------------------------------------------------ | ---------------------------------------------------------- | --------------------------------------------------------------- | ---------------------------------------------------------------- | -------------------------------------------------------------------- | -------- |
| Uladzimir Szamszonav | Egyes       | erőnyerő          | erőnyerő          | erőnyerő          | Kristian Karlsson (SWE) · 9–11, 11–7, 8–11, 11–5, 11–7, 11–8 | Paul Drinkhall (GBR) · 11–9, 11–6, 11–8, 15–17, 7–11, 11–8 | Dimitrij Ovtcharov (GER) · 8–11, 11–7, 19–17, 4–11, 11–2, 14–12 | Csang Csi-ko (Zhang Jike) (CHN) · 9–11, 11–13, 10–12, 11–6, 9–11 | Bronzmérkőzés · Mizutani Dzsun (JPN) · 4–11, 9–11, 11–6, 12–14, 8–11 | 4.       |

Női
| Versenyző              | Versenyszám | Selejtező         | 64-es főtábla                                                    | 48-as főtábla                                                | 32-es főtábla                                                                   | Nyolcaddöntő      | Negyeddöntő       | Elődöntő          | Döntő             | Helyezés |
| Versenyző              | Versenyszám | Ellenfél Eredmény | Ellenfél Eredmény                                                | Ellenfél Eredmény                                            | Ellenfél Eredmény                                                               | Ellenfél Eredmény | Ellenfél Eredmény | Ellenfél Eredmény | Ellenfél Eredmény | Helyezés |
| ---------------------- | ----------- | ----------------- | ---------------------------------------------------------------- | ------------------------------------------------------------ | ------------------------------------------------------------------------------- | ----------------- | ----------------- | ----------------- | ----------------- | -------- |
| Viktorija Pavlavics    | Egyes       | erőnyerő          | Offiong Edem (NGR) · 5–11, 11–8, 11–8, 11–7, 11–4                | Polina Mihajlova (RUS) · 9–11, 8–11, 11–9, 13–11, 11–7, 11–8 | Cseng Ji-csing (Cheng I-ching) (TPE) · 11–7, 9–11, 7–11, 9–11, 11–8, 11–7, 2–11 | kiesett           | kiesett           | kiesett           | kiesett           | 17.      |
| Aljakszandra Privalava | Egyes       | erőnyerő          | Neda Shahsavari (IRI) · 11–8, 11–8, 8–11, 8–11, 11–8, 4–11, 11–5 | Chen Szu-Yu (TPE) · 15–13, 11–9, 7–11, 11–13, 5–11, 5–11     | kiesett                                                                         | kiesett           | kiesett           | kiesett           | kiesett           | 33.      |

## Atlétika
Férfi
| Versenyző             | Versenyszám     | Döntő         | Döntő         |
| Versenyző             | Versenyszám     | Idő           | Helyezés      |
| --------------------- | --------------- | ------------- | ------------- |
| Vladislav Pryamov     | Maraton         | 2:22:48       | 83.           |
| Szcjapan Rahavcov     | Maraton         | 2:20:34       | 69.           |
| Aljakszandr Ljahovics | 20 km gyaloglás | 1:25:04       | 43.           |
| Dzjanyisz Szimanovics | 20 km gyaloglás | nem ért célba | nem ért célba |
| Ivan Trocki           | 50 km gyaloglás | nem ért célba | nem ért célba |

| Versenyző              | Versenyszám   | Selejtező | Selejtező | Döntő    | Döntő    |
| Versenyző              | Versenyszám   | Eredmény  | Helyezés  | Eredmény | Helyezés |
| ---------------------- | ------------- | --------- | --------- | -------- | -------- |
| Andrej Csurila         | Magasugrás    | 222 cm    | 30.*      | kiesett  | kiesett  |
| Dmitry Nabokov         | Magasugrás    | 217 cm    | 43.*      | kiesett  | kiesett  |
| Konstantin Borichevsky | Távolugrás    | 767 cm    | 23.       | kiesett  | kiesett  |
| Artyom Bondarenko      | Hármasugrás   | 15,43 m   | 37.       | kiesett  | kiesett  |
| Maksim Nesterenko      | Hármasugrás   | 16,52 m   | 20.       | kiesett  | kiesett  |
| Dzmitrij Platnyicki    | Hármasugrás   | 16,52 m   | 19.       | kiesett  | kiesett  |
| Pavel Barejsa          | Kalapácsvetés | 73,33 m   | 13.       | kiesett  | kiesett  |
| Ivan Cihan             | Kalapácsvetés | 76,51 m   | 2.        | 77,79 m  |          |
| Szjarhej Kalamojec     | Kalapácsvetés | 74,29 m   | 8.        | 74,22 m  | 9.       |

Női
| Versenyző                 | Versenyszám     | Előfutam | Előfutam | Előfutam | Elődöntő | Elődöntő | Elődöntő | Döntő         | Döntő         |
| Versenyző                 | Versenyszám     | Idő      | Hely.    | Össz.    | Idő      | Hely.    | Össz.    | Idő           | Helyezés      |
| ------------------------- | --------------- | -------- | -------- | -------- | -------- | -------- | -------- | ------------- | ------------- |
| Marina Arzamaszava        | 800 m           | 1:58,44  | 2.       | 2.       | 1:58,87  | 4.       | 4.       | 1:59,10       | 7.            |
| Yuliya Korol              | 800 m           | 2:01,09  | 5.       | 33.      | kiesett  | kiesett  | kiesett  | kiesett       | kiesett       |
| Kacjarina Paplavszkaja    | 100 m gát       | 13,45    | 7.       | 44.      | kiesett  | kiesett  | kiesett  | kiesett       | kiesett       |
| Alina Talaj               | 100 m gát       | 12,74    | 2.       | 4.       | 13,66    | 8.       | 21.      | kiesett       | kiesett       |
| Yekaterina Belanovich     | 400 m gát       | 56,55    | 6.       | 24.      | kiesett  | kiesett  | kiesett  | kiesett       | kiesett       |
| Anastasiya Puzakova       | 3000 m akadály  | 10:14,08 | 17.      | 50.      |          |          |          | kiesett       | kiesett       |
| Szvjatlana Kudzelics      | 3000 m akadály  | 9:32,93  | 10.      | 22.      |          |          |          | kiesett       | kiesett       |
| Marina Domantsevich       | Maraton         |          |          |          |          |          |          | 2:37:34       | 45.           |
| Olga Mazuryonok           | Maraton         |          |          |          |          |          |          | 2:24:48       | 5.            |
| Nasztasszja Sztaravojtava | Maraton         |          |          |          |          |          |          | nem ért célba | nem ért célba |
| Nasztasszja Jacevics      | 20 km gyaloglás |          |          |          |          |          |          | 1:32:53       | 17.           |

| Versenyző            | Versenyszám   | Selejtező | Selejtező | Döntő    | Döntő    |
| Versenyző            | Versenyszám   | Eredmény  | Helyezés  | Eredmény | Helyezés |
| -------------------- | ------------- | --------- | --------- | -------- | -------- |
| Irina Yakoltsevich   | Rúdugrás      | 415 cm    | 34.       | kiesett  | kiesett  |
| Volha Szudarava      | Távolugrás    | 629 cm    | 26.       | kiesett  | kiesett  |
| Irina Vaskovskaya    | Hármasugrás   | 13,35 m   | 31.       | kiesett  | kiesett  |
| Nataliya Vyatkina    | Hármasugrás   | 13,25 m   | 35.       | kiesett  | kiesett  |
| Jelena Abramcsuk     | Súlylökés     | 17,78 m   | 11.       | 17,37 m  | 11.      |
| Aljona Dubickaja     | Súlylökés     | 17,76 m   | 12.       | 18,23 m  | 8.       |
| Julija Leancjuk      | Súlylökés     | 17,66 m   | 17.       | kiesett  | kiesett  |
| Anna Malyshchik      | Kalapácsvetés | 71,12 m   | 7.        | 71,90 m  | 7.       |
| Yelena Soboleva      | Kalapácsvetés | 67,06 m   | 20.       | kiesett  | kiesett  |
| Tatsiana Khaladovich | Gerelyhajítás | 63,78 m   | 5.        | 64,60 m  | 5.       |
| Tatsiana Korzh       | Gerelyhajítás | 56,16 m   | 26.       | kiesett  | kiesett  |

* - egy másik versenyzővel azonos eredményt ért el

## Birkózás

### Férfi
Kötöttfogású
| Versenyző             | Versenyszám | Selejtező                 | Nyolcaddöntő                 | Negyeddöntő                  | Elődöntő                  | Vigaszág első kör | Vigaszág elődöntő | Bronz- mérkőzés               | Döntő             | Helyezés |
| Versenyző             | Versenyszám | Ellenfél Eredmény         | Ellenfél Eredmény            | Ellenfél Eredmény            | Ellenfél Eredmény         | Ellenfél Eredmény | Ellenfél Eredmény | Ellenfél Eredmény             | Ellenfél Eredmény | Helyezés |
| --------------------- | ----------- | ------------------------- | ---------------------------- | ---------------------------- | ------------------------- | ----------------- | ----------------- | ----------------------------- | ----------------- | -------- |
| Soslan Daurov         | 59 kg       | erőnyerő                  | Stig André Berge (NOR) · 0–3 | kiesett                      | kiesett                   | kiesett           | kiesett           | kiesett                       | kiesett           | 15.      |
| Dzsavid Hamzatav      | 85 kg       | erőnyerő                  | Peng Fei (CHN) · 4–0         | Amer Hrustanovic (AUT) · 9–0 | Zsan Belenyuk (UKR) · 0–6 |                   |                   | Nikolay Bayryakov (BUL) · 4–1 |                   |          |
| Cimafej Dzejnyicsenka | 98 kg       | Fredrik Schön (SWE) · 1–3 | kiesett                      | kiesett                      | kiesett                   | kiesett           | kiesett           | kiesett                       | kiesett           | 14.      |

Szabadfogású
| Versenyző            | Versenyszám | Selejtező                                | Nyolcaddöntő                | Negyeddöntő             | Elődöntő          | Vigaszág első kör        | Vigaszág elődöntő                      | Bronz- mérkőzés              | Döntő             | Helyezés |
| Versenyző            | Versenyszám | Ellenfél Eredmény                        | Ellenfél Eredmény           | Ellenfél Eredmény       | Ellenfél Eredmény | Ellenfél Eredmény        | Ellenfél Eredmény                      | Ellenfél Eredmény            | Ellenfél Eredmény | Helyezés |
| -------------------- | ----------- | ---------------------------------------- | --------------------------- | ----------------------- | ----------------- | ------------------------ | -------------------------------------- | ---------------------------- | ----------------- | -------- |
| Asadulla Lachinov    | 57 kg       | Chakir Ansari (MAR) · 14–4 technikai tus | Higucsi Rei (JPN) · 0–10    |                         |                   | Jang Kjongil (PRK) · 2–6 | kiesett                                | kiesett                      |                   | 7.       |
| Omargadzhi Magomedov | 86 kg       | Aslan Kakhidze (KAZ) · 11–7              | J’Den Cox (USA) · 1–7       | kiesett                 | kiesett           | kiesett                  | kiesett                                | kiesett                      | kiesett           | 9.       |
| Ibrahim Szaidav      | 125 kg      | erőnyerő                                 | Daulet Sabanbaj (KAZ) · 7–0 | Taha Akgül (TUR) · 0–11 |                   |                          | Dzsargalszajhani Csulúnbat (MGL) · 4–1 | Levan Berianidze (ARM) · 2–2 |                   |          |

### Női
Szabadfogású
| Versenyző            | Versenyszám | Selejtező         | Nyolcaddöntő                         | Negyeddöntő                    | Elődöntő                     | Vigaszág első kör | Vigaszág elődöntő | Bronz- mérkőzés                            | Döntő                     | Helyezés |
| Versenyző            | Versenyszám | Ellenfél Eredmény | Ellenfél Eredmény                    | Ellenfél Eredmény              | Ellenfél Eredmény            | Ellenfél Eredmény | Ellenfél Eredmény | Ellenfél Eredmény                          | Ellenfél Eredmény         | Helyezés |
| -------------------- | ----------- | ----------------- | ------------------------------------ | ------------------------------ | ---------------------------- | ----------------- | ----------------- | ------------------------------------------ | ------------------------- | -------- |
| Marija Mamasuk       | 63 kg       | erőnyerő          | Yekaterina Larionova (KAZ) · 8–2     | Henna Johansson (SWE) · 7–2    | Elena Pirozhkova (USA) · 3–2 |                   |                   |                                            | Kavai Riszako (JPN) · 0–6 |          |
| Vaszilisza Marzaljuk | 75 kg       | erőnyerő          | Cynthia Vescan (FRA) · kétvállas 5–0 | Adeline Maria Gray (USA) · 4–1 | Erica Wiebe (CAN) · 0–3      |                   |                   | Csang Feng-liu (Zhang Fengliu) (CHN) · 4–8 |                           | 5.       |

## Cselgáncs
Férfi
| Versenyző       | Versenyszám | Selejtező         | 32-es főtábla                        | Nyolcaddöntő      | Negyeddöntő       | Elődöntő          | Vigaszág elődöntő | Bronz- mérkőzés   | Döntő             | Helyezés |
| Versenyző       | Versenyszám | Ellenfél Eredmény | Ellenfél Eredmény                    | Ellenfél Eredmény | Ellenfél Eredmény | Ellenfél Eredmény | Ellenfél Eredmény | Ellenfél Eredmény | Ellenfél Eredmény | Helyezés |
| --------------- | ----------- | ----------------- | ------------------------------------ | ----------------- | ----------------- | ----------------- | ----------------- | ----------------- | ----------------- | -------- |
| Dmitry Shershan | Harmatsúly  | erőnyerő          | Rishod Sobirov (UZB) · 000(1)–001(1) | kiesett           | kiesett           | kiesett           |                   |                   |                   | 17.      |

Női
| Versenyző      | Versenyszám | Selejtező                         | Nyolcaddöntő      | Negyeddöntő       | Elődöntő          | Vigaszág elődöntő | Bronz- mérkőzés   | Döntő             | Helyezés |
| Versenyző      | Versenyszám | Ellenfél Eredmény                 | Ellenfél Eredmény | Ellenfél Eredmény | Ellenfél Eredmény | Ellenfél Eredmény | Ellenfél Eredmény | Ellenfél Eredmény | Helyezés |
| -------------- | ----------- | --------------------------------- | ----------------- | ----------------- | ----------------- | ----------------- | ----------------- | ----------------- | -------- |
| Darya Skrypnik | Harmatsúly  | Mareen Kräh (GER) · 001(2)–011(2) | kiesett           | kiesett           | kiesett           |                   |                   |                   | 17.      |

## Evezés
Férfi
| Versenyző                                                    | Versenyszám              | Előfutam | Előfutam | Vigaszág | Vigaszág | Negyeddöntő | Negyeddöntő | Elődöntő | Elődöntő | Elődöntő | Döntő | Döntő   | Döntő | Helyezés |
| Versenyző                                                    | Versenyszám              | Idő      | Hely.    | Idő      | Hely.    | Idő         | Hely.       | Típus    | Idő      | Hely.    | Típus | Idő     | Hely. | Helyezés |
| ------------------------------------------------------------ | ------------------------ | -------- | -------- | -------- | -------- | ----------- | ----------- | -------- | -------- | -------- | ----- | ------- | ----- | -------- |
| Sztanyiszlav Scsarbacsenya                                   | Egypárevezős             | 7:11,49  | 2.       | erőnyerő | erőnyerő | 6:55,19     | 3.          | A/B      | 7:06,69  | 2.       | A     | 6:48,78 | 5.    | 5.       |
| Vadzim Ljalin Dzjanyisz Migal Nikolay Sharlap Igor Pashevich | Kormányos nélküli négyes | 6:02,93  | 4.       | 6:36,50  | 2.       |             |             | A/B      | 6:22,46  | 4.       | B     | 6:00,57 | 3.    | 9.       |

Női
| Versenyző                    | Versenyszám              | Előfutam | Előfutam | Vigaszág | Vigaszág | Negyeddöntő | Negyeddöntő | Elődöntő      | Elődöntő      | Elődöntő      | Döntő | Döntő   | Döntő | Helyezés |
| Versenyző                    | Versenyszám              | Idő      | Hely.    | Idő      | Hely.    | Idő         | Hely.       | Típus         | Idő           | Hely.         | Típus | Idő     | Hely. | Helyezés |
| ---------------------------- | ------------------------ | -------- | -------- | -------- | -------- | ----------- | ----------- | ------------- | ------------- | ------------- | ----- | ------- | ----- | -------- |
| Kacjarina Karszten           | Egypárevezős             | 8:21,21  | 2.       | erőnyerő | erőnyerő | 7:28,03     | 3.          | A/B           | 7:48,89       | 5.            | B     | 7:25,03 | 2.    | 8.       |
| Julija Bicsik Tatyana Kukhta | Kétpárevezős             | 7:27,22  | 3.       | erőnyerő | erőnyerő |             |             | A/B           | 6:57,64       | 5.            | B     | 7:40,48 | 2.    | 8.       |
| Yelena Furman Inna Nikulina  | Kormányos nélküli kettes | 7:35,23  | 5.       | 8:07,16  | 6.       |             |             | nem jutott be | nem jutott be | nem jutott be | C     | 8:32,54 | 3.    | 15.      |

## Íjászat
Férfi
| Versenyző      | Versenyszám | Selejtező | Selejtező | 64-es főtábla                 | 32-es főtábla     | Nyolcaddöntő      | Negyeddöntő       | Elődöntő          | Döntő             | Helyezés |
| Versenyző      | Versenyszám | Pont      | Kiemelés  | Ellenfél Eredmény             | Ellenfél Eredmény | Ellenfél Eredmény | Ellenfél Eredmény | Ellenfél Eredmény | Ellenfél Eredmény | Helyezés |
| -------------- | ----------- | --------- | --------- | ----------------------------- | ----------------- | ----------------- | ----------------- | ----------------- | ----------------- | -------- |
| Anton Prilepov | Egyéni      | 643       | 52.       | Ricardo Soto (CHI)(13.) · 5-6 | kiesett           | kiesett           | kiesett           | kiesett           | kiesett           | 33.      |

## Kajak-kenu

### Gyorsasági
Női
| Versenyző                                                           | Versenyszám        | Előfutam | Előfutam | Előfutam | Elődöntő | Elődöntő | Elődöntő | Döntő | Döntő    | Döntő    | Helyezés |
| Versenyző                                                           | Versenyszám        | Idő      | Hely.    | Össz.    | Idő      | Hely.    | Össz.    | Típus | Idő      | Helyezés | Helyezés |
| ------------------------------------------------------------------- | ------------------ | -------- | -------- | -------- | -------- | -------- | -------- | ----- | -------- | -------- | -------- |
| Marina Litvincsuk                                                   | Kajak egyes 500 m  | 1:53,966 | 2.       | 8.       | 1:55,641 | 1.       | 4.       | A     | 1:54,474 | 4.       | 4.       |
| Nadzeja Ljapeska Marina Litvincsuk                                  | Kajak kettes 500 m | 1:44,835 | 4.       | 6.       | 1:42,285 | 1.       | 2.       | A     | 1:46,967 | 6.       | 6.       |
| Marharita Mahneva Nadzeja Ljapeska Volha Hudzenka Marina Litvincsuk | Kajak négyes 500 m | 1:30,320 | 1.       | 2.       | erőnyerő | erőnyerő | erőnyerő | A     | 1:33,908 | 3.       |          |

## Kerékpározás

### Országúti kerékpározás
Férfi
| Versenyző           | Versenyszám   | Idő              | Helyezés      |
| ------------------- | ------------- | ---------------- | ------------- |
| Vaszil Kirijenka    | Mezőnyverseny | nem ért célba    | nem ért célba |
| Vaszil Kirijenka    | Időfutam      | 1:16:05,70       | 17.           |
| Kansztancin Szivcov | Időfutam      | 1:18:58,75       | 25.           |
| Kansztancin Szivcov | Mezőnyverseny | 6:30:05 (+20:00) | 49.           |

Női
| Versenyző         | Versenyszám   | Idő             | Helyezés |
| ----------------- | ------------- | --------------- | -------- |
| Alena Amjaljuszik | Mezőnyverseny | 3:53:43 (+2:16) | 13.      |
| Alena Amjaljuszik | Időfutam      | 46:05,73        | 11.      |

### Pálya-kerékpározás
Omnium
| Versenyző         | Versenyszám | 10 km-es scratch | 10 km-es scratch | 3 km-es egyéni üldözőverseny | 3 km-es egyéni üldözőverseny | 3 km-es egyéni üldözőverseny | Kieséses verseny | Kieséses verseny | 500 m-es időfutam | 500 m-es időfutam | 500 m-es időfutam | 250 méter repülő rajt | 250 méter repülő rajt | 250 méter repülő rajt | 20 km-es pontverseny | 20 km-es pontverseny | Összesítés | Összesítés |
| Versenyző         | Versenyszám | Pont             | Hely.            | Idő                          | Pont                         | Hely.                        | Pont             | Hely.            | Idő               | Pont              | Hely.             | Idő                   | Pont                  | Hely.                 | Pont                 | Hely.                | Pont       | Helyezés   |
| ----------------- | ----------- | ---------------- | ---------------- | ---------------------------- | ---------------------------- | ---------------------------- | ---------------- | ---------------- | ----------------- | ----------------- | ----------------- | --------------------- | --------------------- | --------------------- | -------------------- | -------------------- | ---------- | ---------- |
| Taccjana Sarakova | Női         | 40               | 1.               | 3:37,204                     | 22                           | 10.                          | 28               | 7.               | 37,007            | 8                 | 17.               | 14,564                | 16                    | 13.                   | 50                   | 4.                   | 164        | 9.         |

## Kosárlabda

### Női
| Fehérorosz női kosárlabdacsapat-játékoskeret                                                 | Fehérorosz női kosárlabdacsapat-játékoskeret                                                            |
| -------------------------------------------------------------------------------------------- | --- |
| - Lindsey Harding - Alena Levcsanka - Taccjana Lihtarovics - Mariya Popova - Yuliya Rytikova | - Kacjarina Sznicina - Aleksandra Tarasova - Taccjana Troina - Anasztaszija Veramejenka - Olga Zyuzkova |

#### Eredmények
Csoportkör
A csoport
| Hely. | Csapat           | M | Gy | V | P+  | P–  | Pk  | P  |
| ----- | ---------------- | - | -- | - | --- | --- | --- | -- |
| 1.    | Ausztrália       | 5 | 5  | 0 | 400 | 345 | +55 | 10 |
| 2.    | Franciaország    | 5 | 3  | 2 | 344 | 343 | +1  | 8  |
| 3.    | Törökország      | 5 | 3  | 2 | 324 | 325 | −1  | 8  |
| 4.    | Japán            | 5 | 3  | 2 | 386 | 378 | +8  | 8  |
| 5.    | Fehéroroszország | 5 | 1  | 4 | 347 | 361 | −14 | 6  |
| 6.    | Brazília         | 5 | 0  | 5 | 335 | 384 | −49 | 5  |

| 2016. augusztus 6. 19:45 (00:45) | Fehéroroszország (BLR)                   | 73–77     | Japán       | Youth Arena, Rio de Janeiro Nézőszám: 2586 Játékvezetők: Damir Javor (SLO), Chahinaz Boussetta (MAR), Hvang Inthe (Hwang In-tae) (KOR) |
| 2016. augusztus 6. 19:45 (00:45) | (21–26, 19–15, 20–19, 13–17) Jegyzőkönyv |           |             | Youth Arena, Rio de Janeiro Nézőszám: 2586 Játékvezetők: Damir Javor (SLO), Chahinaz Boussetta (MAR), Hvang Inthe (Hwang In-tae) (KOR) |
| 2016. augusztus 6. 19:45 (00:45) | Levcsanka 15                             | Pont      | Kurihara 20 | Youth Arena, Rio de Janeiro Nézőszám: 2586 Játékvezetők: Damir Javor (SLO), Chahinaz Boussetta (MAR), Hvang Inthe (Hwang In-tae) (KOR) |
| 2016. augusztus 6. 19:45 (00:45) | Veramejenka 10                           | Lepattanó | Josida 9    | Youth Arena, Rio de Janeiro Nézőszám: 2586 Játékvezetők: Damir Javor (SLO), Chahinaz Boussetta (MAR), Hvang Inthe (Hwang In-tae) (KOR) |
| 2016. augusztus 6. 19:45 (00:45) | Harding 5                                | Gólpassz  | Josida 8    | Youth Arena, Rio de Janeiro Nézőszám: 2586 Játékvezetők: Damir Javor (SLO), Chahinaz Boussetta (MAR), Hvang Inthe (Hwang In-tae) (KOR) |

| 2016. augusztus 7. 19:45 (00:45) | Franciaország (FRA)                      | 73–72     | Fehéroroszország | Youth Arena, Rio de Janeiro Nézőszám: 2075 Játékvezetők: Ferdinand Pascual (PHI), Tuan Csu (Duan Zhu) (CHN), Vaughan Mayberry (AUS) |
| 2016. augusztus 7. 19:45 (00:45) | (14–22, 20–20, 18–11, 21–19) Jegyzőkönyv |           |                  | Youth Arena, Rio de Janeiro Nézőszám: 2075 Játékvezetők: Ferdinand Pascual (PHI), Tuan Csu (Duan Zhu) (CHN), Vaughan Mayberry (AUS) |
| 2016. augusztus 7. 19:45 (00:45) | Époupa 16                                | Pont      | Lihtarovics 16   | Youth Arena, Rio de Janeiro Nézőszám: 2075 Játékvezetők: Ferdinand Pascual (PHI), Tuan Csu (Duan Zhu) (CHN), Vaughan Mayberry (AUS) |
| 2016. augusztus 7. 19:45 (00:45) | Michel 8                                 | Lepattanó | Levcsanka 13     | Youth Arena, Rio de Janeiro Nézőszám: 2075 Játékvezetők: Ferdinand Pascual (PHI), Tuan Csu (Duan Zhu) (CHN), Vaughan Mayberry (AUS) |
| 2016. augusztus 7. 19:45 (00:45) | Époupa 5                                 | Gólpassz  | Harding 8        | Youth Arena, Rio de Janeiro Nézőszám: 2075 Játékvezetők: Ferdinand Pascual (PHI), Tuan Csu (Duan Zhu) (CHN), Vaughan Mayberry (AUS) |

| 2016. augusztus 9. 15:30 (20:30) | Brazília (BRA)                           | 63–65     | Fehéroroszország        | Youth Arena, Rio de Janeiro Nézőszám: 2075 Játékvezetők: Sreten Radović (CRO), Natalia Cuello (DOM), Leandro Lezcano (ARG) |
| 2016. augusztus 9. 15:30 (20:30) | (28–16, 12–19, 10–15, 13–15) Jegyzőkönyv |           |                         | Youth Arena, Rio de Janeiro Nézőszám: 2075 Játékvezetők: Sreten Radović (CRO), Natalia Cuello (DOM), Leandro Lezcano (ARG) |
| 2016. augusztus 9. 15:30 (20:30) | Dantas 23                                | Pont      | Troina 18               | Youth Arena, Rio de Janeiro Nézőszám: 2075 Játékvezetők: Sreten Radović (CRO), Natalia Cuello (DOM), Leandro Lezcano (ARG) |
| 2016. augusztus 9. 15:30 (20:30) | Dos Santos 11                            | Lepattanó | Levcsanka,Veramejenka 6 | Youth Arena, Rio de Janeiro Nézőszám: 2075 Játékvezetők: Sreten Radović (CRO), Natalia Cuello (DOM), Leandro Lezcano (ARG) |
| 2016. augusztus 9. 15:30 (20:30) | Pinto 4                                  | Gólpassz  | Harding 6               | Youth Arena, Rio de Janeiro Nézőszám: 2075 Játékvezetők: Sreten Radović (CRO), Natalia Cuello (DOM), Leandro Lezcano (ARG) |

| 2016. augusztus 11. 12:15 (17:15) | Fehéroroszország (BLR)                   | 71–74     | Törökország | Youth Arena, Rio de Janeiro Nézőszám: 1784 Játékvezetők: Carlos Peruga (ESP), Hvang Inthe (Hwang In-tae) (KOR), Carlos Júlio (ANG) |
| 2016. augusztus 11. 12:15 (17:15) | (19–13, 14–20, 21–24, 17–17) Jegyzőkönyv |           |             | Youth Arena, Rio de Janeiro Nézőszám: 1784 Játékvezetők: Carlos Peruga (ESP), Hvang Inthe (Hwang In-tae) (KOR), Carlos Júlio (ANG) |
| 2016. augusztus 11. 12:15 (17:15) | Harding 17                               | Pont      | Yılmaz 26   | Youth Arena, Rio de Janeiro Nézőszám: 1784 Játékvezetők: Carlos Peruga (ESP), Hvang Inthe (Hwang In-tae) (KOR), Carlos Júlio (ANG) |
| 2016. augusztus 11. 12:15 (17:15) | Levcsanka 10                             | Lepattanó | Sanders 11  | Youth Arena, Rio de Janeiro Nézőszám: 1784 Játékvezetők: Carlos Peruga (ESP), Hvang Inthe (Hwang In-tae) (KOR), Carlos Júlio (ANG) |
| 2016. augusztus 11. 12:15 (17:15) | Veramejenka 7                            | Gólpassz  | Vardarlı 7  | Youth Arena, Rio de Janeiro Nézőszám: 1784 Játékvezetők: Carlos Peruga (ESP), Hvang Inthe (Hwang In-tae) (KOR), Carlos Júlio (ANG) |

| 2016. augusztus 13. 12:15 (17:15) | Ausztrália (AUS)                        | 74–66     | Fehéroroszország         | Youth Arena, Rio de Janeiro Nézőszám: 3081 Játékvezetők: Karen Lasuik (CAN), Tuan Csu (Duan Zhu) (CHN), Nadege Zouzou (CIV) |
| 2016. augusztus 13. 12:15 (17:15) | (22–25, 14–14, 16–20, 22–7) Jegyzőkönyv |           |                          | Youth Arena, Rio de Janeiro Nézőszám: 3081 Játékvezetők: Karen Lasuik (CAN), Tuan Csu (Duan Zhu) (CHN), Nadege Zouzou (CIV) |
| 2016. augusztus 13. 12:15 (17:15) | Cambage 17                              | Pont      | Harding 16               | Youth Arena, Rio de Janeiro Nézőszám: 3081 Játékvezetők: Karen Lasuik (CAN), Tuan Csu (Duan Zhu) (CHN), Nadege Zouzou (CIV) |
| 2016. augusztus 13. 12:15 (17:15) | Cambage 9                               | Lepattanó | Levcsanka 7              | Youth Arena, Rio de Janeiro Nézőszám: 3081 Játékvezetők: Karen Lasuik (CAN), Tuan Csu (Duan Zhu) (CHN), Nadege Zouzou (CIV) |
| 2016. augusztus 13. 12:15 (17:15) | Lavey 6                                 | Gólpassz  | Lihtarovics, Levcsanka 4 | Youth Arena, Rio de Janeiro Nézőszám: 3081 Játékvezetők: Karen Lasuik (CAN), Tuan Csu (Duan Zhu) (CHN), Nadege Zouzou (CIV) |

| Csapat                 | Helyezés |
| ---------------------- | -------- |
| Fehéroroszország (BLR) | 9.       |

## Műugrás
Férfi
| Versenyző        | Versenyszám        | Selejtező | Selejtező | Elődöntő | Elődöntő | Döntő   | Döntő    |
| Versenyző        | Versenyszám        | Pont      | Helyezés  | Pont     | Helyezés | Pont    | Helyezés |
| ---------------- | ------------------ | --------- | --------- | -------- | -------- | ------- | -------- |
| Vadzim Kaptur    | Egyéni toronyugrás | 353,85    | 24.       | kiesett  | kiesett  | kiesett | kiesett  |
| Yevgeny Korolyov | Egyéni toronyugrás | 347,80    | 26.       | kiesett  | kiesett  | kiesett | kiesett  |

## Ökölvívás
Férfi
| Versenyző          | Versenyszám  | Selejtező                         | Nyolcaddöntő                        | Negyeddöntő       | Elődöntő          | Döntő             | Helyezés |
| Versenyző          | Versenyszám  | Ellenfél Eredmény                 | Ellenfél Eredmény                   | Ellenfél Eredmény | Ellenfél Eredmény | Ellenfél Eredmény | Helyezés |
| ------------------ | ------------ | --------------------------------- | ----------------------------------- | ----------------- | ----------------- | ----------------- | -------- |
| Dmitry Asanov      | Harmatsúly   | Héctor García (DOM) · 2-1         | Erdenebatyn Tsendbaatar (MGL) · 1-2 | kiesett           | kiesett           | kiesett           | 9.       |
| Pavel Kostromin    | Váltósúly    | Sailom Adi (THA) · 1-2            | kiesett                             | kiesett           | kiesett           | kiesett           | 17.      |
| Mihail Davhaljavec | Félnehézsúly | Valentino Manfredonia (ITA) · 2-1 | Agyilbek Nyijazimbetov (KAZ) · 0-3  | kiesett           | kiesett           | kiesett           | 9.       |

## Öttusa
| Versenyző               | Versenyszám | Vívás (V) | Vívás (V) | Úszás   | Úszás | Úszás | Bónusz vívás (B) | Bónusz vívás (B) | Bónusz vívás (B) | Lovaglás | Lovaglás | Lovaglás | Lovaglás | Futás/Lövészet | Futás/Lövészet | Futás/Lövészet | Futás/Lövészet | Összesen    | Összesen |
| Versenyző               | Versenyszám | Eredmény  | Pont      | Idő     | Pont  | Hely. | Eredmény         | Pont             | V+B Hely.        | Idő      | Hibapont | Pont     | Hely.    | Lövőhiba       | Idő            | Pont           | Hely.          | Összes pont | Helyezés |
| ----------------------- | ----------- | --------- | --------- | ------- | ----- | ----- | ---------------- | ---------------- | ---------------- | -------- | -------- | -------- | -------- | -------------- | -------------- | -------------- | -------------- | ----------- | -------- |
| Anasztaszija Prakapenka | Női         | 10–25     | 160       | 2:25,69 | 263   | 34.   | 2–1              | 2                | 33.              | 76,28    | 11       | 289      | 14.      | 6              | 12:22,98       | 558            | 4.             | 1272        | 21.      |

## Sportlövészet
Férfi
| Versenyző           | Versenyszám           | Selejtező | Selejtező | Döntő   | Döntő    |
| Versenyző           | Versenyszám           | Pont      | Helyezés  | Pont    | Helyezés |
| ------------------- | --------------------- | --------- | --------- | ------- | -------- |
| Vital Bubnovics     | Sportpuska, fekvő     | 626,2     | 4.        | 144,2   | 5.       |
| Vital Bubnovics     | Légpuska              | 622,9     | 17.       | kiesett | kiesett  |
| Illja Csarhejka     | Légpuska              | 625,5     | 8.        | 121,6   | 6.       |
| Illja Csarhejka     | Sportpuska, összetett | 1166      | 31.       | kiesett | kiesett  |
| Jurij Scsarbacevics | Sportpuska, összetett | 1170      | 18.       | kiesett | kiesett  |
| Jurij Scsarbacevics | Sportpuska, fekvő     | 622,1     | 18.       | kiesett | kiesett  |

Női
| Versenyző        | Versenyszám   | Selejtező | Selejtező | Elődöntő | Elődöntő | Döntő   | Döntő    |
| Versenyző        | Versenyszám   | Pont      | Helyezés  | Pont     | Helyezés | Pont    | Helyezés |
| ---------------- | ------------- | --------- | --------- | -------- | -------- | ------- | -------- |
| Viktorija Csajka | Légpisztoly   | 380       | 16.       |          |          | kiesett | kiesett  |
| Viktorija Csajka | Sportpisztoly | 575       | 24.       | kiesett  | kiesett  | kiesett | kiesett  |

## Súlyemelés
Férfi
| Versenyző          | Versenyszám | Szakítás | Szakítás | Lökés    | Lökés    | Összesen | Helyezés |
| Versenyző          | Versenyszám | Eredmény | Helyezés | Eredmény | Helyezés | Összesen | Helyezés |
| ------------------ | ----------- | -------- | -------- | -------- | -------- | -------- | -------- |
| Pyotr Asayonok     | 85 kg       | 170      | 5.       | 207      | 5.       | 377      | 5.       |
| Pavel Khodasevich  | 85 kg       | 170      | 6.       | 195      | 9.       | 365      | 6.       |
| Aleksandr Bersanov | 94 kg       | 173      | 8.       | 208      | 8.       | 381      | 8.       |
| Vadzim Sztralcov   | 94 kg       | 175      | 4.       | 220      | 2.       | 395      |          |
| Alekszej Mzsacsik  | +105 kg     | 187      | 12.      | 224      | 12.      | 411      | 12.      |

Női
| Versenyző             | Versenyszám | Szakítás                 | Szakítás                 | Lökés    | Lökés    | Összesen | Helyezés |
| Versenyző             | Versenyszám | Eredmény                 | Helyezés                 | Eredmény | Helyezés | Összesen | Helyezés |
| --------------------- | ----------- | ------------------------ | ------------------------ | -------- | -------- | -------- | -------- |
| Anastasiya Mikhalenko | 69 kg       | érvényes kísérlet nélkül | érvényes kísérlet nélkül | kiesett  | kiesett  | kiesett  | kiesett  |
| Darya Pochobut        | 69 kg       | 105                      | 8.                       | 132      | 6.       | 237      | 6.       |
| Darja Naumava         | 75 kg       | 116                      | 3.                       | 142      | 2.       | 258      |          |

## Szinkronúszás
| Versenyző                              | Versenyszám | Technikai gyakorlat | Technikai gyakorlat | Selejtező        | Selejtező        | Selejtező  | Selejtező  | Döntő            | Döntő            | Döntő      | Döntő      | Helyezés |
| Versenyző                              | Versenyszám | Technikai gyakorlat | Technikai gyakorlat | Szabad gyakorlat | Szabad gyakorlat | Összesítés | Összesítés | Szabad gyakorlat | Szabad gyakorlat | Összesítés | Összesítés | Helyezés |
| Versenyző                              | Versenyszám | Pont                | Hely.               | Pont             | Hely.            | Pont       | Hely.      | Pont             | Hely.            | Pont       | Hely.      | Helyezés |
| -------------------------------------- | ----------- | ------------------- | ------------------- | ---------------- | ---------------- | ---------- | ---------- | ---------------- | ---------------- | ---------- | ---------- | -------- |
| Irina Limanovskaya Veronika Yesipovich | Páros       | 78,9913             | 21.                 | 79,0000          | 20.              | 157,9913   | 21.        | kiesett          | kiesett          | kiesett    | kiesett    | 21.      |

## Tenisz
Férfi
| Versenyző                      | Versenyszám | 32-es főtábla                                                   | Nyolcaddöntő      | Negyeddöntő       | Elődöntő          | Bronz- mérkőzés   | Döntő             | Helyezés |
| Versenyző                      | Versenyszám | Ellenfél Eredmény                                               | Ellenfél Eredmény | Ellenfél Eredmény | Ellenfél Eredmény | Ellenfél Eredmény | Ellenfél Eredmény | Helyezés |
| ------------------------------ | ----------- | --------------------------------------------------------------- | ----------------- | ----------------- | ----------------- | ----------------- | ----------------- | -------- |
| Aljakszandr Buri Makszim Mirni | Páros       | Ausztria (AUT) · Oliver Marach · Alexander Peya · 6-7(4–7), 5-7 | kiesett           | kiesett           | kiesett           | kiesett           | kiesett           | 17.      |

## Torna
Férfi
| Versenyző          | Versenyszám      | Selejtező | Selejtező | Döntő    | Döntő    |
| Versenyző          | Versenyszám      | Pontszám  | Helyezés  | Pontszám | Helyezés |
| ------------------ | ---------------- | --------- | --------- | -------- | -------- |
| Andrey Likhovitsky | Talaj            | 14,200    | 37.       | kiesett  | kiesett  |
| Andrey Likhovitsky | Korlát           | 14,900    | 32.       | kiesett  | kiesett  |
| Andrey Likhovitsky | Nyújtó           | 14,600    | 27.*      | kiesett  | kiesett  |
| Andrey Likhovitsky | Gyűrű            | 13,866    | 51.       | kiesett  | kiesett  |
| Andrey Likhovitsky | Lólengés         | 15,533    | 10.       | kiesett  | kiesett  |
| Andrey Likhovitsky | Egyéni összetett | 86,765    | 16.       | 86,631   | 18.      |

Női
| Versenyző     | Versenyszám      | Selejtező | Selejtező | Döntő    | Döntő    |
| Versenyző     | Versenyszám      | Pontszám  | Helyezés  | Pontszám | Helyezés |
| ------------- | ---------------- | --------- | --------- | -------- | -------- |
| Kylie Dickson | Talaj            | 10,766    | 81.       | kiesett  | kiesett  |
| Kylie Dickson | Felemás korlát   | 12,833    | 64.       | kiesett  | kiesett  |
| Kylie Dickson | Gerenda          | 10,333    | 81.       | kiesett  | kiesett  |
| Kylie Dickson | Egyéni összetett | 47,798    | 58.       | kiesett  | kiesett  |

* - egy másik versenyzővel azonos eredményt ért el

### Ritmikus gimnasztika
| Versenyző          | Versenyszám | Selejtező | Selejtező | Selejtező | Selejtező | Selejtező | Selejtező | Selejtező | Selejtező | Selejtező | Selejtező | Döntő  | Döntő  | Döntő  | Döntő | Döntő    | Döntő    | Döntő  | Döntő  | Döntő    | Döntő    | Helyezés |
| Versenyző          | Versenyszám | Karika    | Karika    | Labda     | Labda     | Buzogány  | Buzogány  | Szalag    | Szalag    | Összesen  | Összesen  | Karika | Karika | Labda  | Labda | Buzogány | Buzogány | Szalag | Szalag | Összesen | Összesen | Helyezés |
| Versenyző          | Versenyszám | Pont      | Hely.     | Pont      | Hely.     | Pont      | Hely.     | Pont      | Hely.     | Pont      | Hely.     | Pont   | Hely.  | Pont   | Hely. | Pont     | Hely.    | Pont   | Hely.  | Pont     | Hely.    | Helyezés |
| ------------------ | ----------- | --------- | --------- | --------- | --------- | --------- | --------- | --------- | --------- | --------- | --------- | ------ | ------ | ------ | ----- | -------- | -------- | ------ | ------ | -------- | -------- | -------- |
| Yekaterina Galkina | Egyéni      | 17,733    | 5.        | 17,733    | 8.        | 17,200    | 18.       | 17,466    | 8.        | 70,132    | 9.        | 17,966 | 6.     | 17,966 | 6.    | 17,650   | 8.       | 17,350 | 7.     | 70,932   | 6.       | 6.       |
| Melicina Sztanyuta | Egyéni      | 18,400    | 2.        | 17,650    | 11.       | 18,350    | 4.        | 18,175    | 4.        | 72,575    | 4.        | 18,200 | 4.     | 18,250 | 5.    | 16,633   | 10.      | 18,050 | 5.     | 71,133   | 5.       | 5.       |

| Versenyző                                                                          | Versenyszám | Selejtező | Selejtező | Selejtező              | Selejtező              | Selejtező | Selejtező | Döntő    | Döntő    | Döntő                  | Döntő                  | Döntő    | Döntő    | Helyezés |
| Versenyző                                                                          | Versenyszám | 5 szalag  | 5 szalag  | 3 buzogány és 2 karika | 3 buzogány és 2 karika | Összesen  | Összesen  | 5 szalag | 5 szalag | 3 buzogány és 2 karika | 3 buzogány és 2 karika | Összesen | Összesen | Helyezés |
| Versenyző                                                                          | Versenyszám | Pont      | Hely.     | Pont                   | Hely.                  | Pont      | Hely.     | Pont     | Hely.    | Pont                   | Hely.                  | Pont     | Hely.    | Helyezés |
| ---------------------------------------------------------------------------------- | ----------- | --------- | --------- | ---------------------- | ---------------------- | --------- | --------- | -------- | -------- | ---------------------- | ---------------------- | -------- | -------- | -------- |
| Anna Dudenkova Mariya Kadobina Mariya Kotyak Valeriya Pishchelina Arina Tsitsilina | Csapat      | 17,583    | 3.        | 17,850                 | 2.                     | 35,433    | 3.        | 17,283   | 5.       | 18,016                 | 4.                     | 35,299   | 5.       | 5.       |

### Trambulin
| Versenyző            | Versenyszám | Selejtező | Selejtező | Döntő    | Döntő    |
| Versenyző            | Versenyszám | Pontszám  | Helyezés  | Pontszám | Helyezés |
| -------------------- | ----------- | --------- | --------- | -------- | -------- |
| Uladzislau Hancharou | Férfi       | 111,090   | 2.        | 61,745   |          |
| Anna Gorchyonok      | Női         | 100,275   | 6.        | 5,700    | 8.       |
| Taccjana Pjatrenya   | Női         | 104,515   | 1.        | 54,650   | 5.       |

## Úszás
Férfi
| Versenyző          | Versenyszám    | Előfutam | Előfutam | Előfutam | Elődöntő | Elődöntő | Elődöntő | Döntő   | Döntő    |
| Versenyző          | Versenyszám    | Idő      | Hely.    | Össz.    | Idő      | Hely.    | Össz.    | Idő     | Helyezés |
| ------------------ | -------------- | -------- | -------- | -------- | -------- | -------- | -------- | ------- | -------- |
| Javhen Curkin      | 100 m gyors    | 49,37    | 6.       | 35.      | kiesett  | kiesett  | kiesett  | kiesett | kiesett  |
| Javhen Curkin      | 100 m pillangó | 53,24    | 8.       | 30.*     | kiesett  | kiesett  | kiesett  | kiesett | kiesett  |
| Pavel Szankovics   | 100 m pillangó | 53,00    | 8.       | 28.      | kiesett  | kiesett  | kiesett  | kiesett | kiesett  |
| Viktor Staselovich | 100 m hát      | 55,68    | 8.       | 32.      | kiesett  | kiesett  | kiesett  | kiesett | kiesett  |
| Nikita Tsmyg       | 100 m hát      | 54,97    | 8.       | 29.      | kiesett  | kiesett  | kiesett  | kiesett | kiesett  |
| Nikita Tsmyg       | 200 m hát      | 2:00,96  | 7.       | 25.      | kiesett  | kiesett  | kiesett  | kiesett | kiesett  |

Női
| Versenyző                 | Versenyszám | Előfutam | Előfutam | Előfutam | Elődöntő | Elődöntő | Elődöntő | Döntő   | Döntő    |
| Versenyző                 | Versenyszám | Idő      | Hely.    | Össz.    | Idő      | Hely.    | Össz.    | Idő     | Helyezés |
| ------------------------- | ----------- | -------- | -------- | -------- | -------- | -------- | -------- | ------- | -------- |
| Julija Hitraja            | 50 m gyors  | 25,18    | 3.       | 27.      | kiesett  | kiesett  | kiesett  | kiesett | kiesett  |
| Aljakszandra Heraszimenya | 50 m gyors  | 24,42    | 1.       | 3.       | 24,53    | 5.       | 8.       | 24,11   |          |
| Aljakszandra Heraszimenya | 100 m gyors | 54,25    | 2.       | 13.      | 54,34    | 8.       | 13.      | kiesett | kiesett  |

* - egy másik versenyzővel azonos időt ért el

## Vitorlázás
Férfi
| Versenyző      | Versenyszám     | Futam | Futam | Futam | Futam | Futam | Futam | Futam | Futam | Futam | Futam | Futam | Futam | Futam   | Pontszám | Helyezés |
| Versenyző      | Versenyszám     | 1     | 2     | 3     | 4     | 5     | 6     | 7     | 8     | 9     | 10    | 11    | 12    | É       | Pontszám | Helyezés |
| -------------- | --------------- | ----- | ----- | ----- | ----- | ----- | ----- | ----- | ----- | ----- | ----- | ----- | ----- | ------- | -------- | -------- |
| Nikita Tsirkun | Szörfvitorlázás | 23    | 27    | 25    | 16    | 8     | (32)  | 16    | 19    | 22    | 24    | 18    | 17    | kiesett | 215      | 22.      |

Női
| Versenyző              | Versenyszám  | Futam | Futam | Futam | Futam | Futam | Futam | Futam | Futam | Futam | Futam | Futam   | Pontszám | Helyezés |
| Versenyző              | Versenyszám  | 1     | 2     | 3     | 4     | 5     | 6     | 7     | 8     | 9     | 10    | É       | Pontszám | Helyezés |
| ---------------------- | ------------ | ----- | ----- | ----- | ----- | ----- | ----- | ----- | ----- | ----- | ----- | ------- | -------- | -------- |
| Taccjana Drazdovszkaja | Laser radial | 22    | 10    | 5     | 13    | 25    | 17    | 26    | (30)  | 13    | 6     | kiesett | 137      | 19.      |

## Vívás
Férfi
| Versenyző             | Versenyszám  | 32-es főtábla                    | Nyolcaddöntő                | Negyeddöntő       | Elődöntő          | Bronz- mérkőzés   | Döntő             | Helyezés |
| Versenyző             | Versenyszám  | Ellenfél Eredmény                | Ellenfél Eredmény           | Ellenfél Eredmény | Ellenfél Eredmény | Ellenfél Eredmény | Ellenfél Eredmény | Helyezés |
| --------------------- | ------------ | -------------------------------- | --------------------------- | ----------------- | ----------------- | ----------------- | ----------------- | -------- |
| Aljakszandr Bujkevics | Kard, egyéni | Joseph Polossifakis (CAN) · 15-6 | Szilágyi Áron (HUN) · 12-15 | kiesett           | kiesett           | kiesett           | kiesett           | 12.      |